# Zaragoza (1867)
La fragata blindada Zaragoza fue un buque blindado de la Armada Española construido en Cartagena (Murcia). Recibía su nombre en memoria de la batalla de Zaragoza.

## Diseño
Tenía un casco de madera protegido por una plancha de hierro de 120 mm de espesor que cubría el casco desde la cubierta alta hasta 1,20 m por debajo de la línea de flotación. Su armamento original, estaba previsto que fuera de 51 cañones de ánima lisa de avancarga de 200 mm, montando a su entrega un total de 22 cañones de distintos calibres. Su propulsión corría a cargo de una máquina de vapor Penn de 800 caballos nominales y 6 calderas, que le permitía desarrollar una velocidad de entre 11 y 12 nudos. Tuvo un coste de 7 096 460 pesetas.

## Construcción
Se autorizó su construcción como fragata de hélice del mismo tipo de la Villa de Madrid, tras lo cual, su quilla fue puesta en grada el 15 de junio del año siguiente. El 22 de abril de 1862 se decidió transformar el buque en blindado, por lo que se detuvieron las obras de construcción, retomándose el 26 de junio, tocando por primera vez el agua el buque el 6 de febrero de 1867, y terminando sus obras el 15 de junio.

## Historial
Fue destinada al puerto de Ferrol, donde permaneció hasta agosto de 1868. Incorporada a la flota de Cádiz, participó activamente en el triunfo de La Gloriosa, con la presencia a bordo del general Prim, que recorrió los puertos del Mediterráneo peninsular haciendo gestiones tendentes al triunfo de la revolución. Formó parte de la Escuadra del Mediterráneo hasta finales de 1869 siendo transferida a la Flota de las Antillas. 
Permaneció en Cuba  hasta 1873, año en el que regresó a la península para incorporarse a la escuadra gubernamental del Almirante Lobo, en la lucha por someter a los sublevados del Cantón de Cartagena, aunque no llegó a tiempo de participar en el combate naval de Portmán. Al término de la revuelta cantonal, fue destinada a la Escuadra de Instrucción.
Estuvo en servicio activo hasta 1892 y fue desguazada en 1897.